# Beaulieu (Haute-Loire)
Beaulieu é uma comuna francesa na região administrativa de Auvérnia-Ródano-Alpes, no departamento de Alto Loire. Estende-se por uma área de 22,27 km². Em 2010 a comuna tinha 1 054 habitantes (densidade: 47,3 hab./km²).